# Viaduc de Carol
Le viaduc de Carol, sur la rivière de Carol, est un pont de pierre de 158 mètres de long bâti en 1912 pour le passage de la ligne ferroviaire de la SNCF de Toulouse à Puigcerda, alors appartenant à la Compagnie des chemins de fer du Midi. Il se situe au sud du village centre de la commune de Porta, en Cerdagne, dans le département français des Pyrénées-Orientales.

## Situation ferroviaire
Il est situé au km 155,299 de la ligne de Portet-Saint-Simon à Puigcerda (frontière).

## Histoire
Il entre en service en 1925 et a été inscrit comme monument historique en 1964.

## Galerie

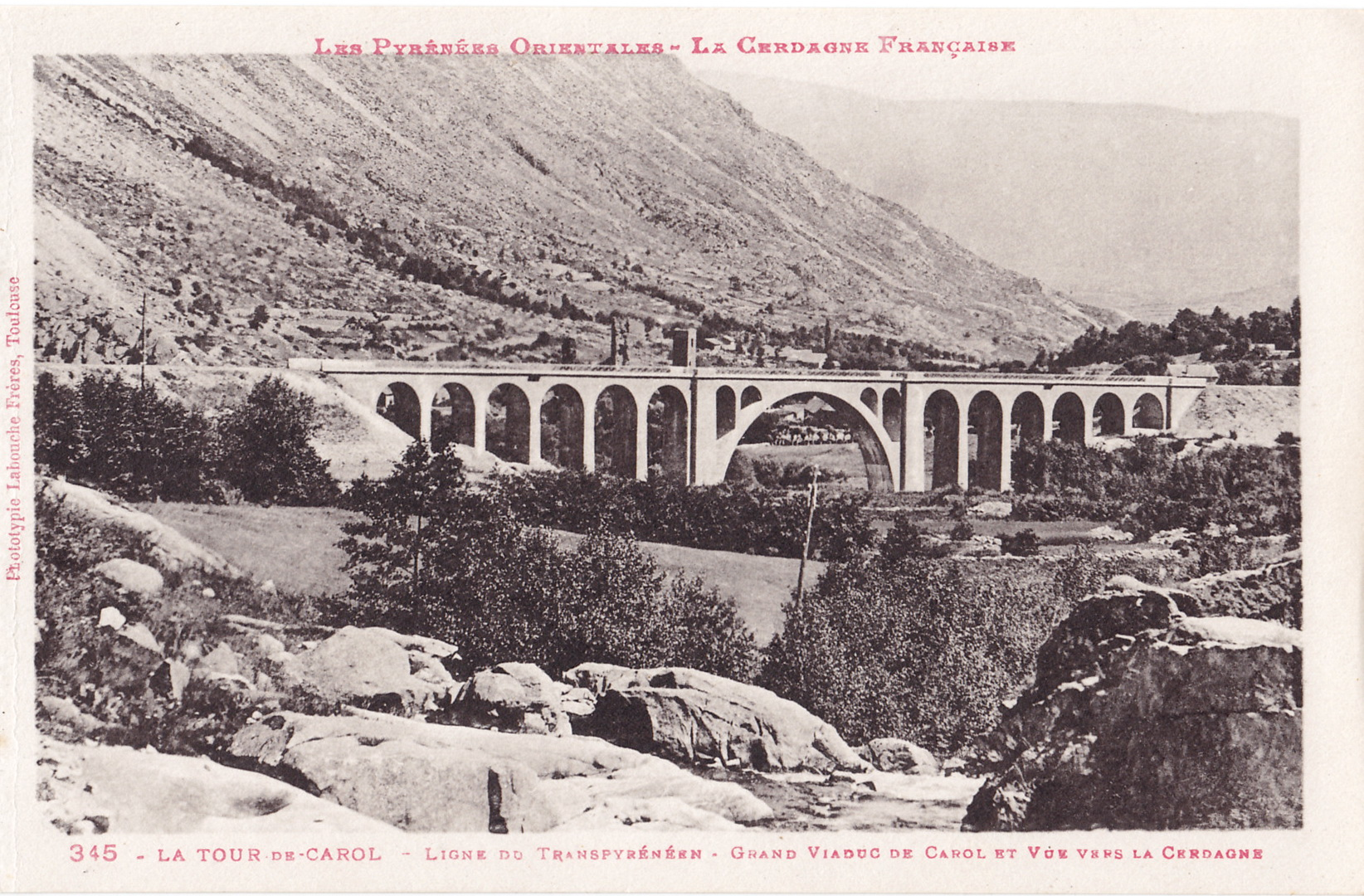
Carte postale ancienne.
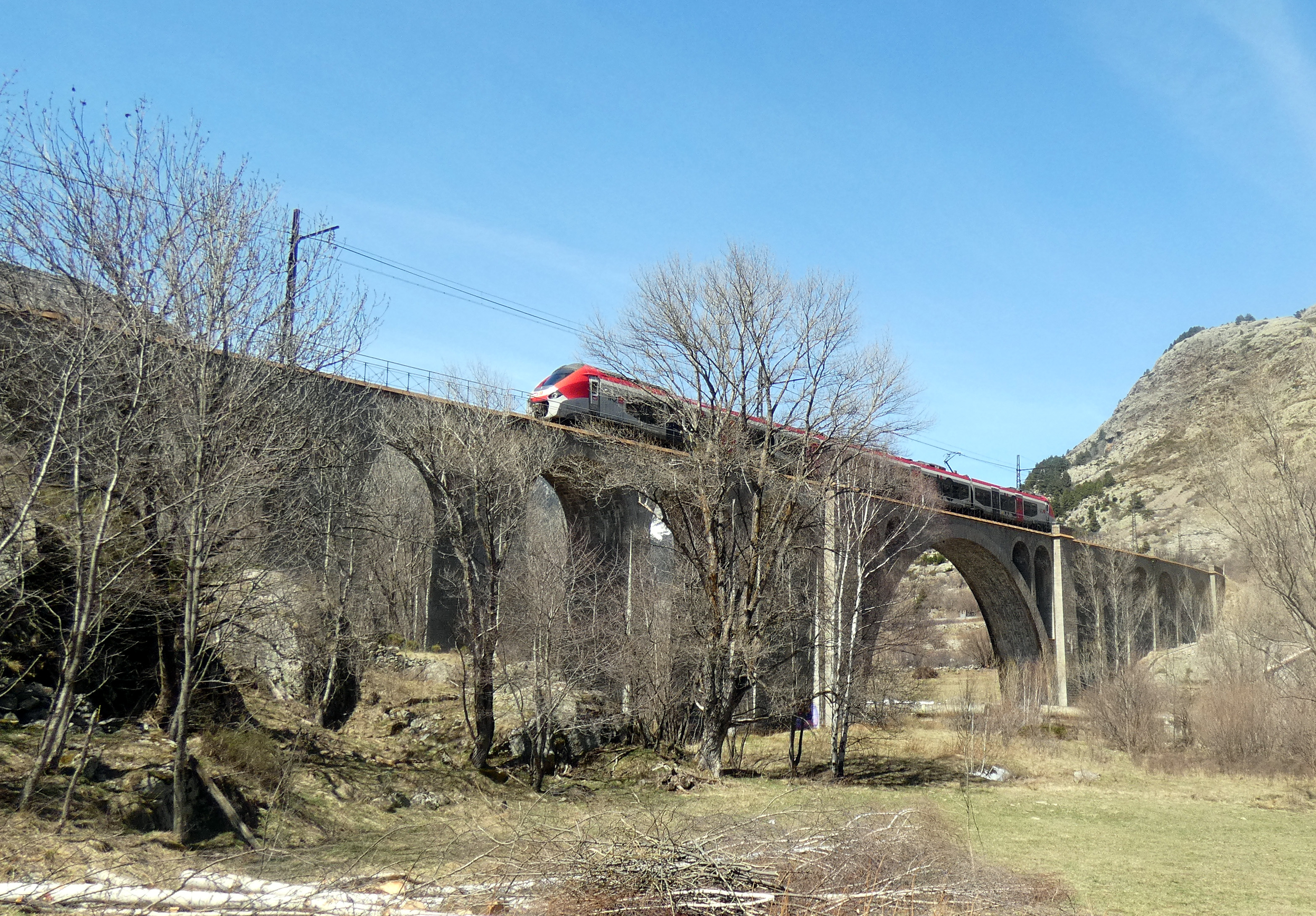
Rame Régiolis en avril 2022.